# Voshoek
Voshoek is een gehucht in Vrasene, een deelgemeente van Beveren-Kruibeke-Zwijndrecht in de Belgische provincie Oost-Vlaanderen. Het gehucht ligt in het westen van van Vrasene, meer dan 2 km van het dorpscentrum van Vrasene, op de grens met Sint-Gillis-Waas. Het ligt rondom het kruispunt met de Kleine Laarstraat, de Laarstraat, de Voshoek en de Vosstraat. 
De bebouwing is deels residentieel en deels agrarisch.  De Laarstraat loopt zuidwestwaarts naar de Sint-Niklaasstraat die Sint-Niklaas met Sint-Gillis-Waas verbindt. De Kleine Laarstraat loopt naar het centrum van Vrasene. De Vosstraat loopt naar het centrum van Sint-Gillis-Waas. Ten oosten ligt het gehucht Klein Laar, ten zuiden Groot Laar, en ten westen Okkevoorde.

## Geschiedenis
Op de Ferrariskaart uit de jaren 1770 staat het gehucht Den Voshoeck aangeduid. De Atlas der Buurtwegen uit 1841 en de Vandermaelenkaart uit het midden van de 19de eeuw tonen het gehucht Voshoek.
Aanvankelijk hoorde ook het westelijker gelegen gehucht Okkevoorde tot Vrasene, maar bij de fusie van de Belgische gemeenten werd eind 1975 het gehucht Okkevoorde overgeheveld naar buurgemeente Sint-Gillis-Waas. Hierdoor kwam Voshoek op de gemeentegrens tussen Vrasene en Sint-Gillis-Waas te liggen.
Deelgemeenten: Bazel · Beveren · Burcht · Doel · Haasdonk · Kallo · Kieldrecht · Kruibeke · Melsele · Rupelmonde · Verrebroek · Vrasene · Zwijndrecht

Overige dorpen en gehuchten: Beestenhoek · Bloempot · De Bank · Doorn · Es · Gaverland ·  Geslecht · Groot Laar · Halve Maan · Hoogeinde · Hoogstraat · Kalishoek (Doel) · Kalishoek (Melsele) · Kemphoek · Klein Laar · Melseledijk· Mosselbank (Haasdonk) · Mosselbank (Vrasene) · Nieuwe Parochie · Ouden Doel · Oudendijk · Ponjaard · Prosperpolder · Puiput · Rapenberg · Rapenburg · Saftingen · Sint-Antoniushoek · Smoutpot · Stenen Kruis · Tijskenshoek · Vendoorn · Verrebroekse Blikken · Vijfstraten · Vliegenstal · Voshoek · Westakkers · Wilden Haan · Zillebeek · Zwaantje

Belgische gemeenten · Arrondissement Sint-Niklaas · Oost-Vlaanderen · Vlaanderen